# Felicitas de Saint-Maxent
Felicitas de Saint-Maxent, död 1799, var en spansk salongsvärd. 
Hon var född som dotter till en fransk köpman i Franska Louisiana, som 1763 blev spanskt. Hon gifte sig 1777 med Spaniens guvernör i Louisiana, Bernardo de Gálvez. 
Efter hans död 1786 flyttade hon till Madrid, där hon öppnade en populär litterär salong där tidens författare och politiker deltog, inklusive Aranda, Cabarrús, Jovellanos, Moratín, Sabatini och Ignacia Clemente (änka efter finansminister Miguel Múzquiz). 
När franska revolutionen utbröt 1789 blev hennes salong misstänkt för att sprida revolutionära idéer och sattes under bevakning av minister Floridablanca, och 1790 greps hon och förvisades till Valladolid. 